# Goar Mestre
Goar Mestre Espinosa (Santiago de Cuba, 25 de dezembro de 1912 - Buenos Aires, 23 de março de 1994) foi um empresário cubano-argentino, lembrado como um dos pioneiros da industria audiovisual da América Latina. Ele começou sua carreira em 1943 com a compra da rede de rádio cubana Circuito CMQ.